# Mindi Mink
 (septembre 2021).
Mindi Mink, née le 4 décembre 1968 à Los Angeles en Californie, est une actrice pornographique américaine spécialisée dans les scènes lesbiennes.

## Biographie

### Jeunesse et scolarité
Elle dit avoir été une élève populaire du collège jusqu’à sa première année de lycée, mais elle dut changer vers un établissement où elle ne connaissait personne ; ce qui a eu comme conséquence de ne pas être bien accueillie par les autres filles et qui a fini par se traduire par un renfermement sur elle-même.
Elle a néanmoins un petit ami avec qui elle a sa première relation sexuelle à l’âge de 15 ans.
Elle joue au volley-ball lors de sa seconde, unique sport pour lequel elle dit être douée.

### Vie avant la pornographie
Mindi a été commerciale dans le BTP pendant 15 ans. Elle travailla pour des entrepreneurs qui proposaient des aménagements paysagers ainsi que de la rénovation.
Étant à ce moment-là une mère célibataire, elle avait besoin d’argent au plus vite.

### De cam girl à actrice pornographique
Son petit ami de l’époque (qui était un grand amateur de porno contrairement à Mindi) lui suggéra de devenir cam-girl. Elle déclara : « Mon petit-ami disait que je m’en sortirais très bien grâce à ma nature affectueuse et sexuelle. J’ai pensé que je n’avais rien à perdre et tout à gagner, alors j’ai commencé tout de suite ». En octobre 2012, après avoir fait quelques essais sur le site Streamate.com, elle se mit à temps plein 1 mois plus tard.
Au fur et à mesure que son succès grimpait, ses fans commencèrent à lui suggérer d’interagir avec d’autres personnes. C’est à partir de ce moment qu’elle réfléchit à devenir actrice pornographique,.
Mais elle indiqua à ses fans qu’elle ne tournera aucune scène avec des hommes étant donné qu’elle était, à ce moment, en couple avec un homme. Cependant, ayant toujours été bisexuelle, l’idée de ne tourner qu’avec des filles n’était pas un problème.
Au mois de décembre 2013, elle se rendit alors à une convention du Prince Yashua qui lui a suggéré de contacter la société de production Girlfriends Films.
Au mois de janvier 2014 eu lieu l’AVN Adult Entertainment Expo (AEE). Ce fut l’occasion pour Mindi de parcourir l’exposition et de se rendre au stand de Girlfriends Films. Elle y trouva une grande télé qui diffusait des extraits de scène et elle avouera : « Je n’avais jamais regardé de porno auparavant, alors j’ai regardé et vu comment ils représentaient les femmes et à quel point c’était sensuel. J’ai alors pensé que c’était une bonne entreprise et que leur stand était parfait. » On suggéra à Mindi de demander Dan O’Connell et ce dernier se présenta à elle. Mindi se présenta et annonça son souhait d’avoir une opportunité de travailler avec Girlfriends Films.
Dan informa Mindi qu’il venait de vendre la société à « Moose » mais qu’il était toujours responsable des tournages. Mindi rencontra alors « Moose » et lui demanda de lui donner une chance de travailler pour sa compagnie en lui affirmant qu’elle sera « la prochaine star des MILFs », ce à quoi il lui aurait répondu : « Ah vraiment ? Tu vas devoir travailler dur pour ça ! »

### Vie privée
Mindi a un fils et a été mariée brièvement avec le père de son fils. Bien qu’elle ait été avec de nombreuses femmes, elle était en 2014 en couple avec un homme.
Dans une interview, elle confesse que sur le plan personnel, le personnage de Mindi Mink lui a permis de vaincre sa timidité dans son intimité, de s’exprimer à une personne de plusieurs façons : « Je voulais toujours que les lumières soient éteintes, je voulais toujours être sous les couvertures et je voulais un oreiller sur mon visage quand j'avais un orgasme. Je pense que cette déclaration vous dira à quel point j'étais timide. Puis, quand j'étais dans l'industrie, je suis sorti de ma timidité et j'ai affronté mes peurs. » Elle dit avoir fait une dépression.
Elle est passionnée par la danse, la musique, la cuisine, les randonnées et les motos. Etant motarde depuis 2010, elle possède une Harley Davidson V Rod de 2006 qu'elle utilise lors de road-trips qui durent environ 9 jours,.

## Carrière

### Débuts
Ses deux premières scènes ont été tournées avec Carter Cruise, pour la série Lesbian Seductions. Don O’Connell se souvient : « Les deux scènes de Mindi m’ont époustouflé. J’ai immédiatement dit à "Moose" que nous devions lui proposer un contrat. » C’est alors qu’elle signe un contrat d’exclusivité chez Girlfriends Films en septembre 2014 à l’âge de 45 ans,.
Lors de ses premières scènes avec Carter Cruise, elle rencontre Sovereign Syre qui était présente sur le plateau de tournage pour un autre film. Sovereign lui dit alors qu’elle fera une excellente MILF et qu’elle parlera d’elle à Dana Vespoli.

### Origine du nom
Avant de commencer sa carrière dans le X, Mindi avait un copain qui, en touchant ses parties dit « Oh my god ! It's as soft as a mink. » (« Mon Dieu ! C'est aussi doux que du vison. »). Il lui a donc semblé logique d'avoir mink dans son nom. De plus, beaucoup de personnes ayant travaillé avec Mindi témoignent de la douceur de ses poils pubiens.
Elle choisira le nom Mindi car la sonorité lui est agréable.

### Renommée et retraite
Après avoir tourné 78 scènes, son contrat d’exclusivité avec Girlfriend Films prit fin en 2015.
Elle devient une figure régulière du paysage pornographique lesbien et commence alors à collaborer avec de nombreuses sociétés de production tel que : Girlsway, Sweetheartvideo, Reality Kings, entre autres. Ce qui lui permet de tourner avec des actrices de renom tel que : Abella Danger, Riley Reid, Serena Blair, Shyla Jennings, Tara Morgan, etc ...
Elle est élue "Girl of the month" (fille du mois) de juillet 2018 par les fans pour le site Girlsway,, ce qu’elle considère comme le « couronnement » de sa carrière.
Elle met fin à sa carrière d’actrice pornographique en juillet 2018 à l’âge de 49 ans après 5 ans de carrière et plus de 90 scènes tournées.
En février 2023, elle reste active sur twitter et continue la production de contenu pour adultes sur des plateformes comme Onlyfans et autres.

### Interprétations
Elle incarna principalement des rôles de belle-mère qui ont des relations sexuelles avec leur belle-fille. Un fantasme et un archétype assez récurrent chez les lesbiennes selon elle.
Interrogée sur ce qui l’excite lors d’une scène, elle témoigne : « J’aime embrasser. Cela me fait vraiment mouiller. Si l’on m’embrasse bien et qu’on ne se contente pas d’enfoncer sa langue au fond de ma gorge, cela devient sexy. Ça et les caresses sur tout mon corps, cela me donne des frissons et ça me fait mouiller aussi. »
Ses partenaires de scène ne restent pas insensibles à ses charmes comme en témoigne cette anecdote sur Christie Miller racontée par Mindi elle-même : « Christie jouais le rôle d’une étudiante et nous avions l’air de bien nous correspondre. Elle embrassait bien ! Après environ 15-20 minutes d’échauffement, j’ai tendu ma main dans sa culotte et sa culotte était trempée. J’ai adoré ça. Je suis vraiment enthousiaste quand je sais que j’excite quelqu’un comme ça, cela me fait avancer. »
Dan O'Connell, le réalisateur qui lança la carrière de Mindi, déclara : « Elle a une compréhension naturelle et un talent pour le genre de sexualité et de sexe torride qui rends les fans lesbiennes folles. Elle excelle dans tous ce qui fait de nous les meilleurs dans le genre fille/fille. Elle peut agir et séduire, être coquine, sensuelle et douce, ainsi qu’embrasser langoureusement … tout ! ».

## Reconversion
Après sa carrière d’actrice et désireuse d’œuvrer pour le bien-être des femmes en général, elle commença une formation pour être coach de vie certifiée par Dream Builder. Ce qu’elle parvient à devenir. Elle propose des programmes de 12 semaines en collaboration avec Mary Mannin Morrissey et le Life Mastery Institute qui consiste à un travail sur soi, à aider les gens à atteindre leurs objectifs et réaliser leurs rêves. Elle est également instructrice de zumba et conseillère en nutrition. En parallèle de ses nouvelles activités, elle promeut et monétise toujours ses vidéos pornographiques.

## Nominations
- AVN Awards 2016 : All Girls Performer Of The Year
- AVN Awards 2019 : All Girls Performer Of The Year

## Filmographie
Le nom du film est suivi du nom de ses partenaires lors des scènes pornographiques.
- 2014: Lesbian Seductions: Older/Younger 48 avec Carter Cruise
- 2014: Lesbian Triangles 29 avec Christie Nelson
- 2014: Mother-Daughter Exchange Club 35 avec Tara Morgan
- 2015: Cheer Squad Sleepovers 14 avec Nina North
- 2015: Lesbian Seductions: Older/Younger 51 avec Cherie DeVille et Kasey Warner
- 2015: Mother-Daughter Exchange Club 37 avec Veruca James
- 2015: Mother-Daughter Exchange Club 38 avec Jenna Sativa
- 2015: Mother-Daughter Exchange Club 39 avec Julia Rae
- 2015: Mother-Daughter Exchange Club 41 avec Shyla Jennings
- 2015: Women Seeking Women 118 avec Lynn Vega
- 2015: Women Seeking Women 119 avec Anikka Albrite
- 2016: Lesbian Seductions: Older/Younger 57 avec Anya Olsen
- 2016: Mother-Daughter Exchange Club 44 avec Bree Daniels
- 2016: Women Seeking Women 131 avec Dani Daniels
- 2016: Women Seeking Women 135 avec Jayden Cole
- 2017: Cheer Squad Sleepovers 23 avec Zoey Taylor
- 2017: Lesbian Seductions: Older/Younger 60 avec Summer Day
- 2017: Mother-Daughter Exchange Club 47 avec Arielle Faye
- 2017: Mother-Daughter Exchange Club 48 avec Cadey Mercury
- 2017: Mother-Daughter Exchange Club 50 avec Pamela Morrison
- 2018: Lesbian Adventures: Strap-On Specialist 13 avec Abella Danger
- 2018: Lesbian Seductions: Older/Younger 61 avec Dolly Leigh
- 2018: Mother-Daughter Exchange Club 51 avec Jessica Rex
- 2018: Mother-Daughter Exchange Club 53 avec Athena Faris
- 2018: Women Seeking Women 150 avec Jessica Rex